# 富潤区域
富潤区域（プユンくいき）は、朝鮮民主主義人民共和国咸鏡北道清津市に属する区域。

## 行政区画
7洞・1里を管轄する。
- 古城一洞（コソンイルトン）
- 古城二洞（コソンイドン）
- 富潤一洞（プユニルトン）
- 富潤二洞（プユニドン）
- ソンバウィ洞（ソンバウィドン）
- 阿陽洞（アヤンドン）
- 千水洞（チョンスドン）
- 漁游里（オユリ）

## 歴史
富潤区域は1970年に設置された。

### 年表
この節の出典

#### 富潤区域(第1次)
- 1970年7月 - 清津直轄市羅南区域富潤労働者区・漁游里をもって、咸鏡北道清津市富潤区域を設置。(6洞2里)
  - 富潤労働者区が分割され、富潤一洞・富潤二洞・千水洞・古城一洞・古城二洞・ソンバウィ洞が発足。
  - 漁游里の一部が分立し、阿陽里が発足。
- 1977年11月 - 清津市の昇格に伴い、清津直轄市富潤区域となる。(6洞2里)
- 1985年7月 - 清津直轄市の降格に伴い、咸鏡北道清津市富潤区域となる。(7洞1里)
  - 阿陽里が阿陽洞に昇格。
- 1987年 - 漁游里の一部が清津市羅南区域鳳泉洞の一部と合併し、清津市羅南区域鳳泉二洞となる。(7洞1里)
- 1989年7月 - 茂山郡馬養労働者区の一部が千水洞に編入。(7洞1里)
- 1993年1月 - 富潤区域廃止。
  - 富潤一洞・富潤二洞・千水洞・古城一洞・古城二洞・ソンバウィ洞・漁游里・阿陽洞が清津市羅南区域に編入。

#### 富潤区域(第2次)
- 1994年3月 - 咸鏡北道清津市羅南区域富潤労働者区・漁游里をもって、清津市富潤区域を設置。(7洞1里)
  - 富潤労働者区が分割され、古城一洞・古城二洞・富潤一洞・富潤二洞・ソンバウィ洞・阿陽洞・千水洞が発足。

## 産業
西頭水発電所があり、金策製鉄所などの鉱工業施設に電力を供給している。